# 塩亭県
塩亭県（えんてい-けん）は中華人民共和国四川省綿陽市に位置する県。

## 地理
塩亭県は四川盆地の西北に位置し、丘陵地帯に属し、地勢は南が低く北が高く、標高は350～650メートルである。亜熱帯湿潤モンスーン気候に属し、年間平均気温は17℃である。

## 行政区画
1街道、13鎮、1郷、1民族郷を管轄する。
- 街道:鳳霊街道
- 鎮:雲渓鎮、玉竜鎮、富駅鎮、金孔鎮、黄甸鎮、巨竜鎮、高渠鎮、鵝渓鎮、岐伯鎮、永泰鎮、九竜鎮、西陵鎮、嫘祖鎮
- 郷:蓮花湖郷
- 民族郷:大興回族郷

## 交通
道路
高速道路
- 成巴高速道路（中国語版）
- 西綿高速道路（中国語版）

省道
- 101省道

## 健康・医療・衛生
- 塩亭県人民医院
- 塩亭県交通医院
- 塩亭県中医院
- 塩亭県婦幼保健院

## 出身者
- 文同 - 北宋の画家。